# Еритропоетин
Еритропоетинът е гликопротеинов хормон, който контролира еритропоезата – производството на червени кръвни клетки. Това е цитокин (протеинова сигнална молекула) за еритроцитни прекурсори в костния мозък.
Еритропоетинът основно регулира производството на червени кръвни клетки, но има и редица други биологични функции. Например той участва в реакцията на мозъка към невронално увреждане и в процеса на зарастване на рани.